# Un buen hombre en África
Un buen hombre en África (título original: A Good Man in Africa) es una película de comedia de 1994 dirigida por Bruce Beresford y protagonizada por Colin Friels, Sean Connery y Joanne Whalley. Está basada en una novela de William Boyd, que también fue el responsable del guion del filme.

## Argumento
Morgan Leafy es un joven diplomático en un pequeño país africano. Allí lucha por salir adelante en un mundo lleno de tiburones donde la corrupción política ha alcanzado todos sus extremos. Su única preocupación es mantener su cargo a flote y cortejar y conquistar al mayor número de mujeres que se cruzan por su vida.
Ante la proximidad de unas elecciones generales se destacan en ese país verdaderas guerras subterráneas que hacen necesario el soborno del único hombre que queda por corromper. Ese hombre es el Dr. Murray.

## Reparto
| Actor              | Personaje    |
| ------------------ | ------------ |
| Colin Friels       | Morgan Leafy |
| Sean Connery       | Dr. Murray   |
| John Lithgow       | Fanshawe     |
| Diana Rigg         | Chloe        |
| Louis Gossett, Jr. | Adekunle     |
| Joanne Whalley     | Celia        |
| Sarah-Jane Fenton  | Priscilla    |
| Maynard Eziashi    | Friday       |
| Jeremy Crutchley   | Dalmire      |
| Jackie Mofokeng    | Hazel        |
| Daphne Greenwood   | Duquesa      |

## Producción
La película fue rodada en Sudáfrica.

## Recepción
La obra cinematográfica fue un rotundo fracaso comercial. También fracasó ante la crítica de esa época.
En el presente la obra cinematográfica ha sido valorada en portales cinematográficos y por críticos profesionales. En IMDb, con aproximadamente 2700 votos registrados por parte de los usuarios, la película obtiene una media ponderada de 5,0 sobre 10. En cuanto a Rotten Tomatoes, los más de 500 votos registrados en el portal dieron a este filme una valoración media de 2,7 de 5, mientras que los 10 críticos profesionales, que valoraron la obra cinematográfica en ese portal, le dieron una valoración media de 4,2 de 10.